# Androlýkou
Androlýkou (grec moderne : Ανδρολύκου) est un village de Chypre de plus de 34 habitants.